# Citocina inflamatòria
Una citocina inflamatòria o citocinina proinflamatòria és un tipus de molècula de senyalització (una citocina) que es segrega per les cèl·lules immunitàries com els limfòcits T auxiliars (Th) i macròfags, i alguns altres tipus de cèl·lules que promouen la inflamació. Inclouen interleucina-1 (IL-1), IL-12 i IL-18, factor de necrosi tumoral alfa (TNF-α), interferó gamma (IFNγ), factor estimulant de colònies de granulòcits i macròfags (GM-CSF) i juguen un paper important en la mediació de la resposta immunitària innata. Les citocines inflamatòries són produïdes majoritàriament per i involucrades en la regulació superior de les reaccions inflamatòries.
La producció crònica excessiva de citocines inflamatòries contribueix a malalties inflamatòries, relacionades amb diferents malalties, com l'ateroesclerosi i el càncer. La seva desregulació també ha estat relacionada amb la depressió i altres malalties neurològiques. Per mantenir la salut és necessari un equilibri entre les citocines proinflamatòries i antiinflamatòries. L'envelliment i l'exercici també tenen un paper en la quantitat d'inflamació des de l'alliberament de citocines proinflamatòries.
Les teràpies per tractar malalties inflamatòries inclouen anticossos monoclonals que neutralitzen les citocines inflamatòries o els seus receptors.